# 등고선재배

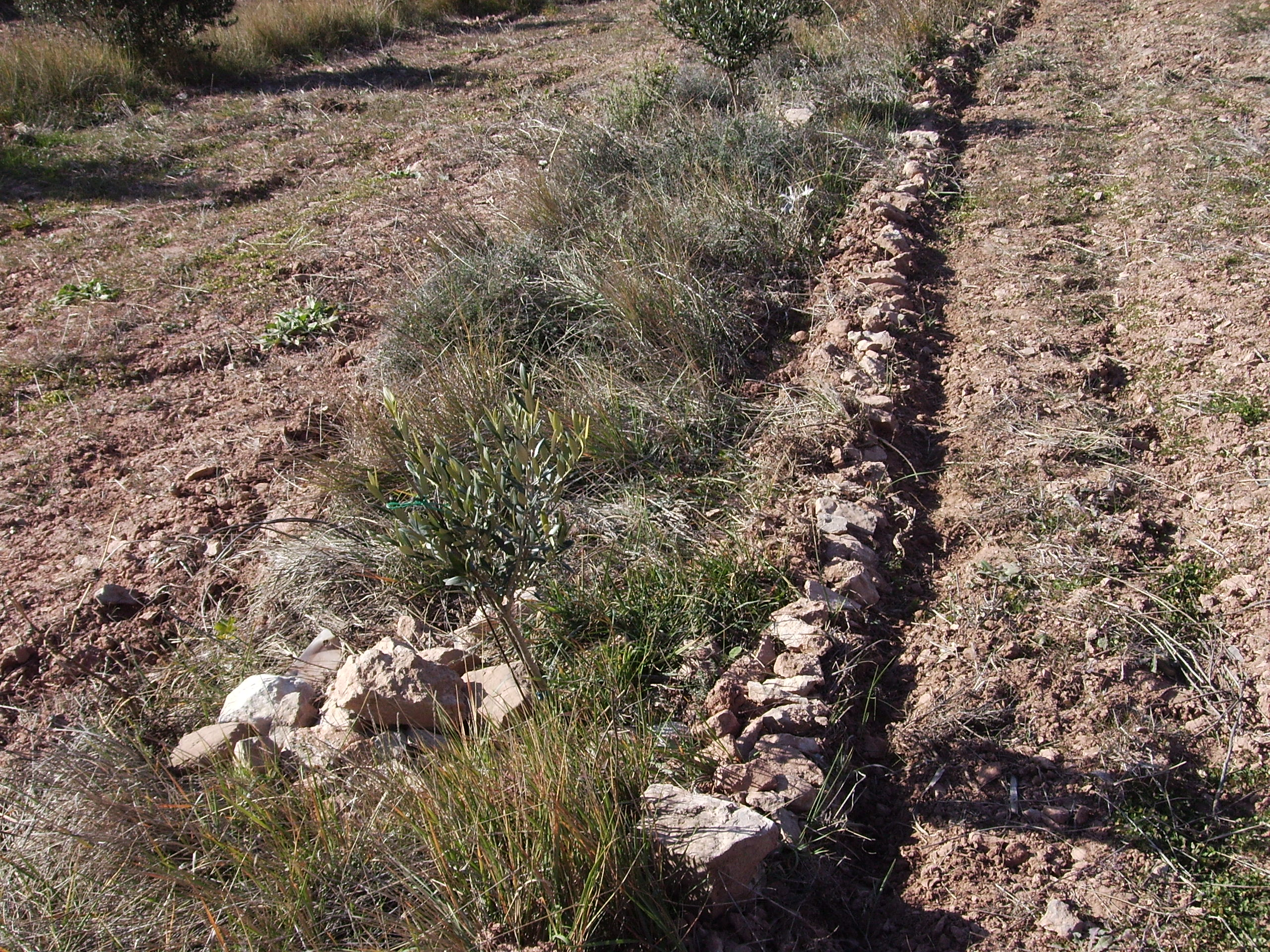
등고선재배 사진. 2007년 스페인 카탈루냐 지방에서 촬영

등고선재배(等高線裁培)는 등고선과 평행하거나 자연경사 방향과 직각으로 경운하여 작물을 재배하는 방법으로 경사방향의 재배에 비해 토양침식의 위험성이 적다.

## 같이 보기
- 조지 워싱턴 카버
- 토양보전